# Ильин, Лев Фёдорович
 Лев Фёдорович Ильин (1871—1937) — русский и советский учёный в области фармацевтической и судебной химии, фармации и фармакогнозии, магистр фармации (1905) и химии (1918), доктор медицины (1900), профессор (1912).

## Биография
Родился 11 декабря 1871 года в Санкт-Петербурге.
С 1890 года после окончания Пятой Санкт-Петербургской гимназии поступил на физико-математический факультет Императорского Санкт-Петербургского университета, но в этом же году перешёл для прохождения обучения в Императорской военно-медицинской академии, в университете под руководством профессора Н. В. Соколова занимался изучением медицинской, органической и технической химии, под руководством профессора С. А. Пржибытека изучал фармацевтическую химию и анатомию растений под руководством профессора А. Ф. Баталина.
С 1895 года после окончания ИМХА был назначен младшим врачом 2-го Новогеоргиевского крепостного пехотного полка. С 1896 года был назначен химиком химического отделения лаборатории Военно-медицинского Учёного комитета и одновременно работал в Химической лаборатории профессора А. П. Дианина где занимался судебно-химическим анализом. С 1897 по 1900 год являлся членом комиссии аптечного отдела Завода военно-врачебных заготовлений. В 1900 году Л. Ф Ильин защитил докторскую диссертацию по теме: «О спрессованных медикаментах или таблетках», после защиты которой получил учёное звание доктор медицины. 
С 1900 по 1933 год Л. Ф Ильин на научной и педагогической работе в Императорской военно-медицинской академии — Военно-медицинской академии имени С. М. Кирова: с 1900 по 1905 год — лаборант, с 1905 по 1912 год — приват-доцент, с 1912 по 1931 год профессор кафедры фармации и фармакогнозии и до 1931 года являлся заведующим кафедрой, одновременно с 1918 по 1925 год был учёным секретарём Конференции ВМА, 1931 по 1933 год — заведующий   фармацевтической лаборатории на этой кафедре и один из организаторов и руководителей лаборатории судебно-медицинской экспертизы. Одновременно с педагогической работой в Военно-медицинской академии Л. Ф. Ильин был организатором и руководителем кафедры судебной химии Ленинградского химико-фармацевтического института.

### Вклад в развитие фармакологии
Л. Ф Ильиным был внесён весомый вклад в развитие фармакогнозии, технологии лекарств, химии, фотохимии и судебной химии. В 1900 году Л. Ф Ильин был одним из первых в России кто предложил спрессованные таблетки как лекарственную форму и разработал технологию производства этих форм, в 1905 году он впервые экспериментально доказал наличие в корневище змеевика двух дубильных веществ различной химической структуры, в 1918 году он первым определил состав танина и разработал технологию его синтеза. Л. Ф Ильин активно занимался вопросами в области судебной химии, в том числе по определению микроколичеств ядовитых веществ в органах и тканях человека. Л. Ф Ильин являлся автором первой в России научной работы о таблетках, он являлся автором более 80 научных трудов, в том числе четырёх монографий.
Скончался 16 февраля 1937 года в Ленинграде, похоронен на Смоленском православном кладбище.